# Cassano d’Adda
Cassano d’Adda település Olaszországban, Lombardia régióban, Milánó megyében. Lakosainak száma 19 263 fő (2023. január 1.). Cassano d’Adda Fara Gera d’Adda, Inzago, Pozzo d’Adda, Pozzuolo Martesana, Rivolta d’Adda, Treviglio, Vaprio d’Adda, Casirate d’Adda és Truccazzano községekkel határos.

## Népesség
A település lakossága az elmúlt években az alábbi módon változott:
| Lakosok száma | 18 751 | 18 911 | 19 057 | 19 263 |
|               | 2013   | 2017   | 2018   | 2023   |